# 766 هـ
766 هـ هي سنة في التقويم الهجري امتدت مقابلةً في التقويم الميلادي بين سنتي 1364 و1365.

## أحداث
- تجديد وإحداث مستشفى "مارستان سيدي فرج" بمدينة فاس من طرف أبو عنان.[5]

## وفيات
- أبو محمد بن تافراجين
- قطب الدين الرازي